# Липники (Каменка-Бугская городская община)
Липники (укр. Липники) — село в Каменка-Бугской городской общине Львовского района Львовской области Украины.
Население по переписи 2001 года составляло 90 человек. Занимает площадь 0,55 км². Почтовый индекс — 80423. Телефонный код — 3254.